# دايسوكي تاكاجي
دايسوكي تاكاجي (باليابانية: 高木 大輔) (14 أكتوبر 1995 في يوكوهاما في اليابان – )؛ هو لاعب كرة قدم ياباني سابق كان يلعب كمهاجم.

## وصلات خارجية
- دايسوكي تاكاجي على موقع الاتحاد الدولي (مؤرشف)  (الإنجليزية)
- دايسوكي تاكاجي على موقع رابطة كرة القدم اليابانية للمحترفين (اليابانية)
- دايسوكي تاكاجي على موقع قاعدة بيانات كرة القدم.إي يو (الإنجليزية)
- دايسوكي تاكاجي على موقع Soccerway.com (الإنجليزية)
- دايسوكي تاكاجي على موقع عالم كرة القدم.نت (الإنجليزية)
- دايسوكي تاكاجي على موقع كووورة